# Takashi Kōno
Takashi Kōno (河野 鷹思, Kōno Takashi) est un affichiste japonais né le 21 mars 1906 à Tokyo et mort dans cette même ville le 23 mars 1999 principalement connu pour ses affiches minimalistes et engagées.

## Biographie
Après des études à l'université de Beaux-Art de Tokyo d'où il sort diplômé en 1929, il commence par travailler pour le Tsukiji Little Theatre pour lequel il crée des costumes et des décors, et le Shōchiku Kinema pour lequel il réalise de nombreuses affiches et des publicités. Il devient directeur artistique de l'agence photographique Nippon-Kobo en 1934 où il travaille notamment sur le magazine Nippon avec Ayao Yamana  et Yusaku Kamekura,. Il exerce cette fonction jusqu'en 1939, date de début de la Seconde Guerre mondiale.
Après-guerre, il est un des cofondateurs en 1951 du Japan Advertising Artists Club (JAAC) dont la mission est de donner de la visibilité aux art graphiques à travers des expositions,. Takashi Kōno devient alors une figure influente du graphisme japonais à travers ses affiches au style minimaliste mais politiquement très engagées. Il réalise notamment l'affiche Sheltered Weaklings – Japan
pour l'exposition du JAAC de 1953 qui représente un requin arborant les couleurs de l'Amérique tandis qu'un banc de petits poissons aux couleurs du Japon s'abrite derrière lui et que deux gros poissons rouges — évoquant le communisme — prennent une direction opposée, comme effrayés par le requin.
Il fonde avec Shigeo Fukuda sa propre agence graphique en 1959 : la DESKA (DESigners Kono Associates),. Il enseigne ensuite à l'université de Musashino, à l'université des Beaux-Arts de Tokyo, l'université d'Art et de design Joshibi et l'université préfectorale des arts d'Aichi ,. Il devient président de l'Alliance graphique internationale au Japon à partir de 1961 puis conférencier à l'école supérieure de design d'Ulm en 1963.
À l'occasion des Jeux olympiques de Tokyo de 1964, Takashi Kōno intègre le groupe mené par Masaru Katsumi qui a pour mission de créer un logo une identité visuelle cohérente, facilement déclinable, dans la lignée de l'esprit du Bauhaus,. Au sein de ce groupe, il est chargé du choix et de la déclinaison des couleurs olympiques.
En 1972, il crée le lieu d'exposition Gallery 5610 à Tokyo et réalise la même année des affiches pour les Jeux olympiques d'hiver de Sapporo — toujours sous la direction de Masaru Katsumi — qui lui valent une certaine célébrité,.
Une exposition posthume intitulée Takashi Kono (1906-1999): Modernist of the Showa Era lui est consacrée à la Galerie Graphique de Ginza (GGG) en 2003 puis au Musée national d'Art moderne de Tokyo en 2005,.

## Style
Takashi Kōno se considère comme un « artisan d'Edo ». Dans son art minimaliste, il cherche à recréer les formes et les couleurs japonaises après avoir été secoué par l'irruption de la culture visuelle américaine dans son pays.

## Filmographie sélective
- 1937 : Une jeune fille (若い人, Wakai hito?) de Shirō Toyoda